# Commonwealth Bank Tournament of Champions 2011
El WTA Tournament of Champions 2011, conegut oficialment com a Commonwealth Bank Tournament of Champions 2011, o també Torneig de Bali 2011, és un esdeveniment de tennis femení sobre pista dura que conclou la temporada dels tornejos International tournaments de la WTA. La tercera edició del nou torneig es va celebrar entre el 3 i el 6 de novembre de 2011 al Bali International Convention Centre de Bali, Indonèsia.
La sèrbia Ana Ivanović va defensar el títol aconseguit en l'edició anterior amb èxit.

## Sistema de classificació
A aquest torneig només hi tenen accés les 8 tennistes millor classificades en la Cursa de Campiones de l'any 2011 que com a mínim hagin guanyat un títol individual de la categoria International Tournaments i que no participin en la Copa Masters femenina celebrada a Istanbul, però l'organització es reserva el dret de canviar dues participants per invitacions pròpies (wild cards).
El sistema de joc és d'eliminatòria tradicional on les quatre primeres eren caps de sèrie i també es va disputar una final de consolació per determinar la tercera i quarta posició.
La guanyadora del torneig tindria una recompensació econòmica addicional d'un milió de dòlars si almenys hagués guanyat tres torneigs de la categoria International Tournaments, però en aquesta edició no es va donar aquest cas en cap tennista.

## Jugadores

### Torneigs
Tennistes que han aconseguit algun títol individual de la categoria International Tournaments l'any 2011.
| Jugadora                    | Títols                              |
| --------------------------- | ----------------------------------- |
| Gréta Arn                   | Auckland                            |
| Viktória Azàrenka           | Marbella Luxemburg                  |
| Marion Bartoli              | Osaka                               |
| Alberta Brianti             | Fes                                 |
| Jelena Dokić                | Kuala Lumpur                        |
| Lourdes Domínguez Lino      | Bogotà                              |
| Gisela Dulko                | Acapulco                            |
| Jarmila Groth               | Hobart                              |
| Daniela Hantuchová          | Pattaya                             |
| Polona Hercog               | Bastad                              |
| Petra Kvitová               | Brisbane Linz                       |
| Sabine Lisicki              | Birmingham                          |
| María José Martínez Sánchez | Bad Gastein Seül                    |
| Anabel Medina Garrigues     | Estoril Palerm                      |
| Anastassia Pavliutxénkova   | Monterrey                           |
| Andrea Petkovic             | Estrasburg                          |
| Ksenia Pervak               | Taixkent                            |
| Nàdia Petrova               | Washington DC                       |
| Magdaléna Rybáriková        | Memphis                             |
| Chanelle Scheepers          | Canton                              |
| Roberta Vinci               | Barcelona 's-Hertogenbosch Budapest |
| Caroline Wozniacki          | Copenhaguen                         |
| Barbora Záhlavová-Strýcová  | Quebec                              |
| Vera Zvonariova             | Bakú                                |

- En verd les tennistes classificades per disputar WTA Tour Championships 2011, les deu millors tennistes del rànquing femení individual i les cinc millors parelles en el rànquing de dobles.
- En vermell les tennistes que renuncien a participar en el torneig.
- En blau les tennistes que renuncien a participar en el torneig per disputar la final de la Fed Cup 2011, ja que se celebra durant la mateixa setmana.

### Classificades
| Rànquing Bali | Rànquing WTA | Jugadora                | Títols |
| ------------- | ------------ | ----------------------- | ------ |
| 1             | 9            | Marion Bartoli          | 1      |
| 2/WC          | 16           | Peng Shuai              | 0      |
| 3             | 18           | Sabine Lisicki          | 1      |
| 4             | 22           | Roberta Vinci           | 3      |
| 5             | 23           | Daniela Hantuchová      | 1      |
| 6/WC          | 26           | Ana Ivanović            | 0      |
| 7             | 28           | Anabel Medina Garrigues | 2      |
| 8             | 31           | Nàdia Petrova           | 1      |

## Quadre
|  | Quarts de final | Quarts de final     | Quarts de final | Quarts de final | Quarts de final |    |                     | Semifinals | Semifinals          | Semifinals          | Semifinals          | Semifinals          |                     |  | Final | Final               | Final | Final | Final |
|  |                 |                     |                 |                 |                 |    |                     |            |                     |                     |                     |                     |                     |  |       |                     |       |       |       |
|  | 1               | Marion Bartoli      | 6               | 67              | 0r              |    |                     |            |                     |                     |                     |                     |                     |  |       |                     |       |       |       |
|  |                 | A. Medina Garrigues | 4               | 7               | 1               |    |                     |            |                     |                     |                     |                     |                     |  |       |                     |       |       |       |
|  |                 | A. Medina Garrigues | 4               | 7               | 1               |    | A. Medina Garrigues | 6          | 4                   | 4                   |                     |                     |                     |  |       |                     |       |       |       |
|  |                 |                     |                 |                 |                 |    | A. Medina Garrigues | 6          | 4                   | 4                   |                     |                     |                     |  |       |                     |       |       |       |
|  |                 | 3                   | Sabine Lisicki  | 3               | 6               | 0r |                     |            |                     |                     |                     |                     |                     |  |       |                     |       |       |       |
|  | 3               | 3                   | Sabine Lisicki  | 3               | 6               | 0r | Sabine Lisicki      | 7          | 6                   |                     |                     |                     |                     |  |       |                     |       |       |       |
|  | 3               |                     |                 |                 |                 |    | Sabine Lisicki      | 7          | 6                   |                     |                     |                     |                     |  |       |                     |       |       |       |
|  |                 | Daniela Hantuchová  | 5               | 2               |                 |    |                     |            |                     |                     |                     |                     |                     |  |       |                     |       |       |       |
|  |                 |                     |                 |                 |                 |    |                     |            |                     |                     |                     |                     |                     |  |       | A. Medina Garrigues | 3     | 0     |       |
|  |                 |                     | WC              | Ana Ivanović    | 6               | 6  |                     |            |                     |                     |                     |                     |                     |  |       |                     |       |       |       |
|  | WC              | Ana Ivanović        | 6               | 6               |                 |    |                     |            |                     |                     |                     |                     |                     |  |       |                     |       |       |       |
|  | 4               | Roberta Vinci       | 3               | 3               |                 |    |                     |            |                     |                     |                     |                     |                     |  |       |                     |       |       |       |
|  | 4               | Roberta Vinci       | 3               | 3               |                 | WC | Ana Ivanović        | 6          | 7                   |                     |                     |                     |                     |  |       |                     |       |       |       |
|  |                 |                     |                 |                 |                 | WC | Ana Ivanović        | 6          | 7                   |                     |                     |                     |                     |  |       |                     |       |       |       |
|  |                 |                     | Nàdia Petrova   | 1               | 5               |    |                     |            | Final de consolació | Final de consolació | Final de consolació | Final de consolació | Final de consolació |  |       |                     |       |       |       |
|  |                 | Nàdia Petrova       | Nàdia Petrova   | 1               | 5               | 6  | 6                   |            | Final de consolació | Final de consolació | Final de consolació | Final de consolació | Final de consolació |  |       |                     |       |       |       |
|  |                 | Nàdia Petrova       |                 |                 |                 | 6  | 6                   |            |                     |                     |                     |                     |                     |  |       |                     |       |       |       |
|  | 2/WC            | Peng Shuai          | 4               | 3               |                 |    |                     |            |                     |                     |                     |                     |                     |  |       | Daniela Hantuchová  | 2     | 7     | 0     |
|  |                 |                     |                 |                 |                 |    |                     |            |                     |                     |                     |                     |                     |  |       | Nàdia Petrova       | 6     | 5     | 6     |

## Premis
| Ronda          | Premi (US$) | Punts |
| -------------- | ----------- | ----- |
| Campiona       | 210.000     | 375   |
| Finalista      | 120.000     | 255   |
| Tercera        | 70.000      | 180   |
| Quarta         | 60.000      | 165   |
| Quartfinalista | 35.000      | 75    |